# ميس غامض
ميس غامض (الاسم العلمي:Celtis dubia) هو نوع من النباتات يتبع جنس الميس من الفصيلة القنبية.